# Ревитализация (урбанистика)
Ревитализа́ция (от лат. re… — возобновление и vita — жизнь, дословно: возвращение жизни) в контексте урбанистики обозначает процесс воссоздания и оживления городского пространства. Основной принцип ревитализации заключается в раскрытии новых возможностей старых территорий и построек. В процессе ревитализации используется комплексный подход с целью сохранения самобытности, аутентичности, идентичности и исторических ресурсов городской среды.
Ревитализация зародилась в развитых странах во второй половине XIX века, оказав значительное влияние на облик, инфраструктуру и демографическую ситуацию многих городов. Ревитализация может предполагать перемещение промышленных предприятий, переселение людей и изменение функционального назначения тех или иных городских пространств и построек.

## Предыстория

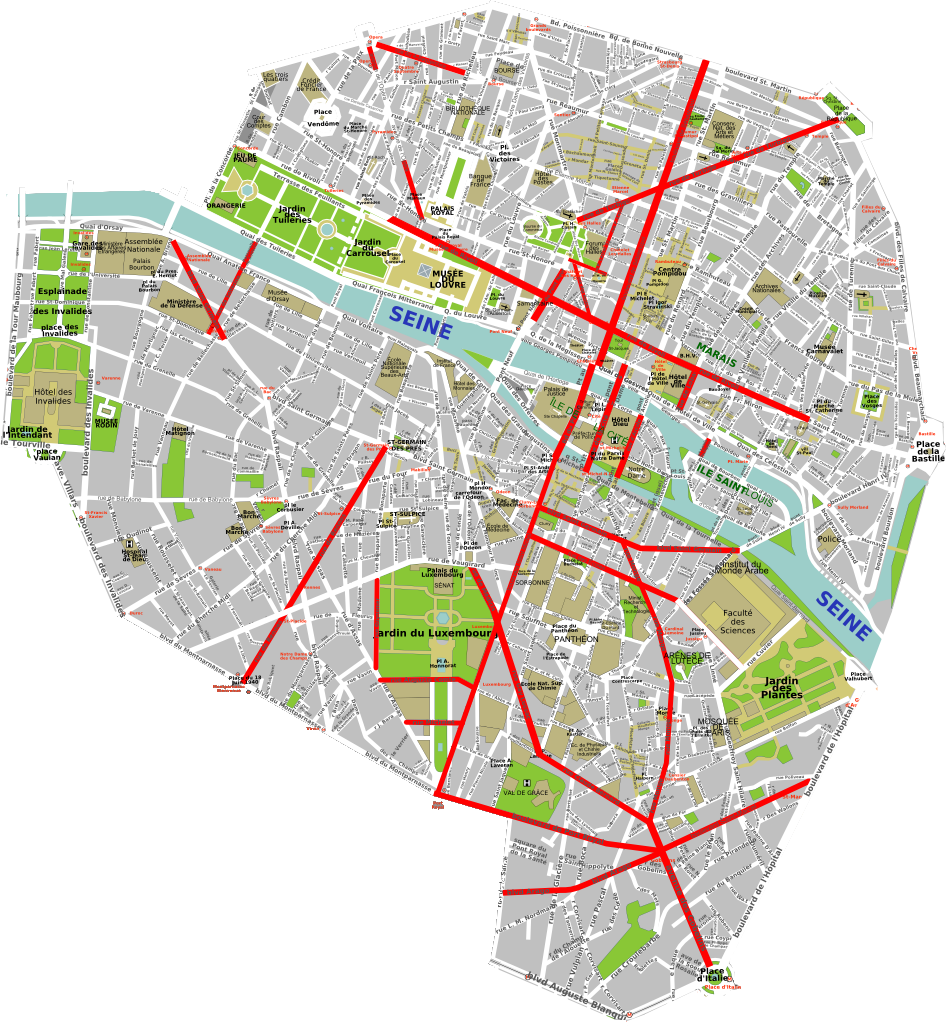
Проспекты, созданные Османом в Париже в 1850—1870 годах

Концепция ревитализации городских пространств возникла в Англии в XIX веке как реакция на сопутствующие индустриализации и урбанизации всё более тесные и антисанитарные условия в городах. Возникшая доктрина ревитализации предполагала улучшение социально-экономической обстановки и жилищных условий в отдельно взятом городе. Параллельно с Британией, спрос на ревитализацию появляется и во Франции, где в 1853 году барон Жорж Эжен Осман был нанят для перепланировки Парижа (процесс вошёл в историю как «османизация Парижа»).
В 1850-е годы ревитализация предполагала обновление города путём расселения трущоб и масштабного строительства новых жилых домов, что неоднократно делалось в Лондоне во второй половине XIX века. Процесс получил дополнительный импульс благодаря изданному Парламентом в 1875 году закона об общественном здравоохранении, что санкционировало участие властей. К примеру, в 1890 году Совет Лондонского графства постановил расселить и перестроить часть бедняцкого Ист-Энда площадью 15 акров.
Если ревитализация в XIX веке предполагала изменение облика городов путём улучшения жилищных условий (в первую очередь для рабочих, число которых возрастало по мере индустриализации), то в настоящий момент данное явление обозначается термином джентрификация, а понимание ревитализации несколько видоизменилось. Теперь это, в первую очередь, преобразование объектов городского пространства, утративших свою первоначальную функцию в силу изменения потребностей общества, но при этом имеющих историческую ценность, не позволяющую их уничтожать . Большой популярностью пользуется ревитализация уже недействующих промышленных комплексов, находящихся в черте города, что связано с противоречиями между потребностями общества и сложившейся структурой городской среды. В таких случаях ревитализация рассматривается как реконструкция промышленной архитектуры с изменением её функций. Например, переоборудование промышленных зданий под жилые помещения — лофты. Степень изменения городской среды в процессе ревитализации зависит от степени ценности историко-культурных объектов.

## История и примеры в мире
Ревитализация промышленных территорий последовала за деиндустриализацией ряда крупных городов, начавшемся в XX веке в связи с переносом промышленных мощностей из развитых стран в развивающиеся, а также выносом их за пределы жилых городов с последующей концентрацией в специально выделенных для этого территориях (к примеру, 16 «индустриальных бизнес-зон» в Нью-Йорке). Сокращение промышленности в городах Европы и Америки приводило, во-первых, к росту безработицы и депопуляции (см. деградация городской среды), а во-вторых, к появлению невостребованных заброшенных зданий, которые, при этом, могли иметь историческую ценность. Наиболее яркие примеры — Детройт в США, Рурская область в Германии, Барселона в Испании. Тенденции требовали «оживления» городов как создании новых рабочих мест, так и в возрождении заброшенных зданий.

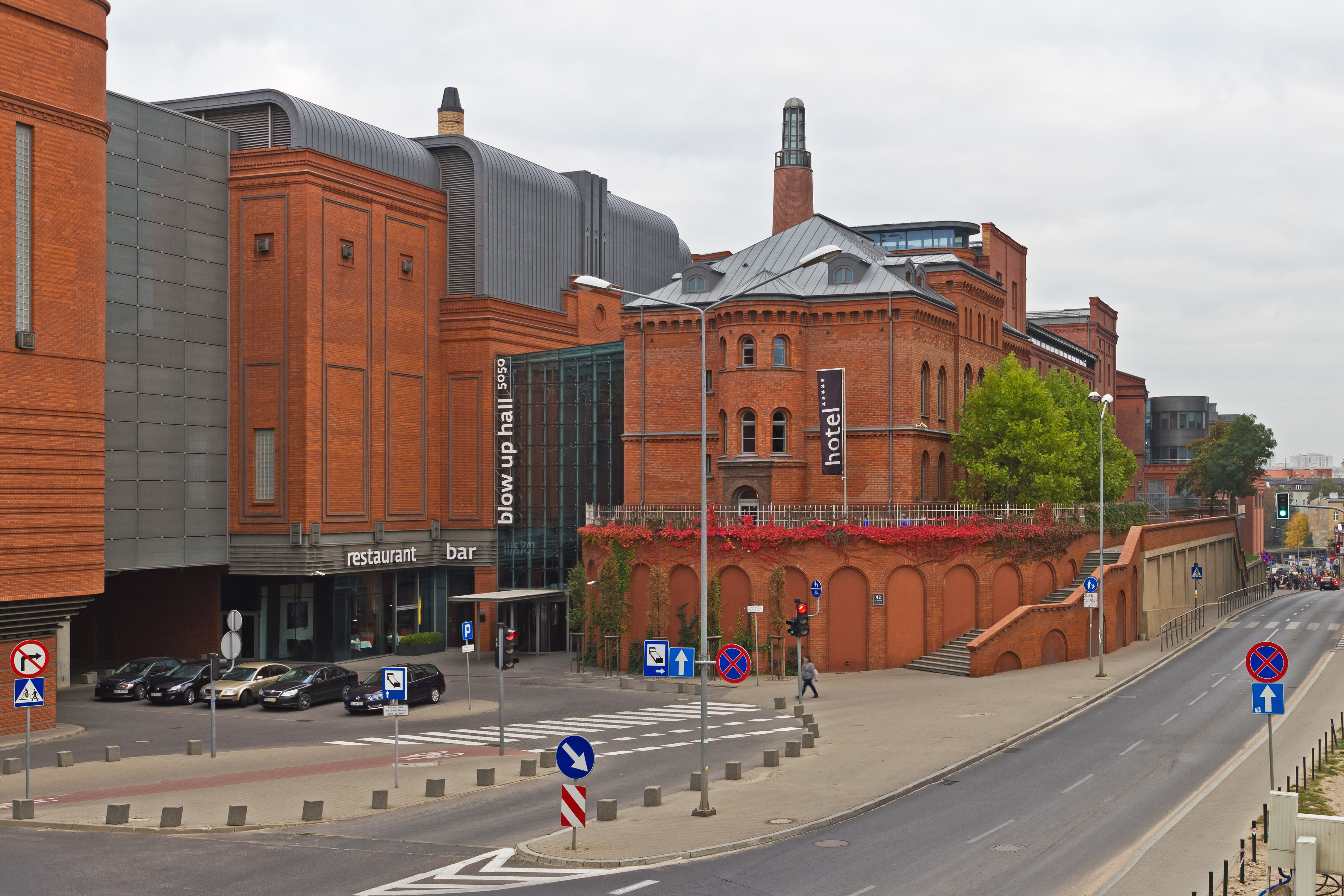
Stary Browar в Познани

Обретая новую жизнь, бывшие промышленные территории в целом сохраняют свой архитектурный облик, получая новое предназначение: это могут быть музеи (посвящённые как истории города или промышленности, которая размещалась в этих стенах, так и другой тематике, — к примеру, художественные), бизнес-центры и т. д. Яркий пример — бывшая текстильная фабрика XIX века в английском Солтейре, преобразованная в 1980-е годы в художественный центр Salts Mill, который посещает около 100 тысяч человек ежегодно. В британском Шеффилде в 1986 году был основан Cultural Industries Quarter («квартал культурной промышленности»), в который были включены заброшенные заводские постройки. В польском городе Лодзь на базе бывшей хлопчатобумажной мануфактуры Израиля Познаньского, построенной в середине XIX века, был создан торгово-развлекательный центр Manufaktura, ставший одним из крупнейших в Восточной Европе и считающийся одним из наиболее удачных проектов восстановления отживших свой век промышленных объектов. В польской Познани действует торгово-развлекательный центр Stary Browar на территории бывшего пивзавода. В городе Форсса в Финляндии построенные в конце XIX века здания в прошлом градообразующей текстильной фабрики заняты музеем, торговым комплексом, офисным центром, а также университетом прикладных наук Хяме.

### Ревитализация в России

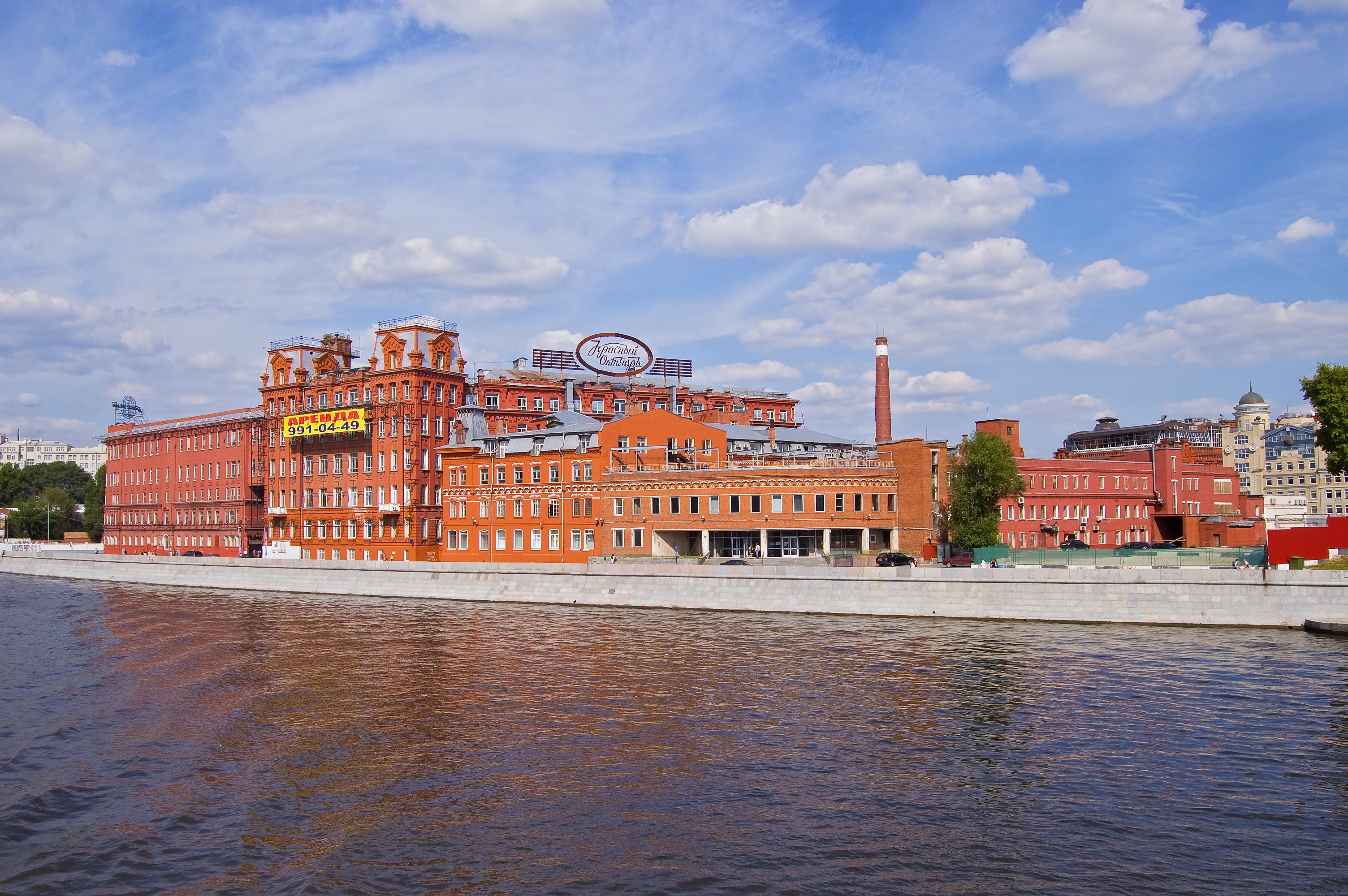
Здание бывшей кондитерской фабрики «Красный Октябрь» на Берсеневской набережной в Москве

Лофт-проект «Этажи» в Санкт-Петербурге

Россия с проблемой массовой деиндустриализации столкнулась в основном в постсоветский период (начиная с 1990-х годов). Сокращение промышленности вкупе с историко-архитектурной ценностью многих промышленных зданий также создало предпосылки для ревитализации.
Одними из самых ярких примеров ревитализации в России можно считать два торгово-выставочных и офисных комплекса, возникших в Москве в 2000-е годы. Один из них — Дизайн-завод «Флакон», основанный в 2009 году предпринимателем Николаем Матушевским на территории бывшего Хрустального завода имени Калинина. Другой расположен в старых зданиях кондитерской фабрики «Красный Октябрь», перенесённой в 2007 году на новое место.
Примеры ревитализации промышленных зданий можно встретить и в других городах России. В Санкт-Петербурге действует лофт-проект «Этажи» на территории бывшего хлебозавода; также в 2010-е годы на набережной Обводного канала в заброшенном газгольдере открылось креативное пространство «Люмьер-Холл» и пространство «Ткачи» в здании бывшей прядильно-ткацкой фабрики им. Петра Анисимова. Существуют и примеры создания музеев на базе заводских зданий: Завод-музей истории горнозаводской техники в Нижнем Тагиле, расположенный в зданиях старого металлургического завода, остановленного в 1989 году; в Туле и Невьянске (Свердловская область) были открыты городские краеведческие музеи в реконструированных зданиях закрывшихся электростанций дореволюционной постройки.
Большое количество недействующих промышленных зданий формирует потенциал для их ревитализации, поскольку они, занимая полезную площадь, никак при этом не эксплуатируются. Существует множество проектов по созданию арт-кластеров, торговых и офисных центров на базе бывших заводов, — к примеру, завода ЗиЛ в Москве и «Красного Треугольника» в Санкт-Петербурге. В Калининграде рассматривают проекты ревитализации территорий закрывшихся в постсоветские годы целлюлозно-бумажных комбинатов «Дарита» и «Цепрусс», а также мясокомбината, пивоваренного и мукомольного заводов. Также в обозримом будущем возможна ревитализация заброшенного пивоваренного завода Альберта Суркова в Архангельске. В 2016 году остановлен Никелевый завод в Норильске; дальнейшая судьба его зданий в данный момент не решена, однако рассматривается и возможность размещения в них музея и офисного центра в соседстве друг с другом.

## Особенности
Ревитализация промышленных зданий отличается от реконструкции тем, что предполагает изменение функционального назначения здания, сохраняя его как ценный историко-культурный объект, то есть не изменяя его внешний облик, — практически все изменения самого здания касаются интерьеров. Ревитализированные здания могут служить разным целям — культурным или рекреационным (музеи, арт-центры, креативные пространства), торговым (магазины, торговые центры), экономическим (офисные центры, коворкинги). Особенность ревитализации в том, что вышеназванные цели могут быть удачно совмещены с сохранением исторических зданий.
Экономическая поддержка процессов ревитализации может быть различной. Американский урбанист Бренд Райан выделяет два типа ревитализации, в зависимости от источника инициативы и финансов: «top-down» (сверху вниз) и «bottom-up» (снизу вверх). Проекты первого типа, как правило, дорогостоящие и инициируются городскими властями, нередко оказывающими финансовую поддержку. Проекты второго типа более дёшевы, и их инициатива исходит от местных предпринимателей, культурных сообществ и т. д.